# 警視ファン・デル・ファルク (テレビシリーズ)
『警視ファン・デル・ファルク』（原題：Van der Valk）は、ニコラス・フリーリングの小説を原作とし、アムステルダムの刑事を描いたイギリスのテレビ犯罪ドラマシリーズである。主人公のサイモン・"ピエト"・ファン・デル・ファルクを1972年から1992年までバリー・フォスターが、2020年からはマーク・ウォーレンが演じている。
最初の3シリーズは1972年から1977年にかけてITVネットワークで制作され、1991年と1992年にさらに2シリーズが制作された。2020年、再びITVで制作されたこのシリーズは、キャストと登場人物を一新してリメイクされた。新シリーズは2020年4月に始まり、第2シリーズは2022年2月に放送が開始された。また、原作の映画化、ラジオ化も行われている。
日本では、AXNミステリーが2020年7月から『警視ファン・デル・ファルク　アムステルダムの事件簿』として新シリーズのシーズン1を放送した。2022年4月からシーズン2を放送した。

## 新シリーズ（2020–）
2020年の新シリーズでは、ヴァン・デル・ファルクをマーク・ウォーレンが演じるようになった。オリジナル・シリーズとの連続性は保たれておらず、新しいキャラクターやストーリーが導入されているが、オリジナル・シリーズの特徴的なテーマ音楽の重要なリフ（「Eye Level」）が新しいテーマ音楽で繰り返されるようになっている。シリーズ1は2020年4月26日に公開され、90分の3つのエピソードで構成されている。イギリスではITV、オーストラリアではABC、アメリカではPBS、ニュージーランドではVibe、オランダではNPO 1（KRO-NCRVによる）、ベルギーではVRT、ドイツではARDで放送された。このシリーズは、カンパニー・ピクチャーズがマスターピース、ARD Degeto、NL Film、All3Mediaとともに制作した。ロケ地は、アメリカンホテル、ライクスミュージアム、Achtergracht、NDSM、HouthavenとREM EilandのDanzigerkadeにあるTommy Hilfiger HQなどである。第2シリーズは2022年初頭から放送された。

### キャスト
- ファン・デル・ファルク：マーク・ウォーレン
- リュシエンヌ・ハッセル：メイミー・マッコイ
- ブラッド・デ・フリース：ルーク・アレン・ゲイル
- ジョブ・クローバー：エリオット・バーンズ-ウォレル
- ヘンドリック・デイビー：ダレル・デシルバ
- ジュリア・ダールマン：エマ・フィールディング
- クリフ・パラッシュ：マイク・リバノン

### シーズン1 (2020)
| 通算 話数 | シーズン 話数 | タイトル                                   | 監督              | 脚本         | 公開日        |
| --- | ------------- | ------------------------------------------ | ----------------- | ------------ | ------------- |
| 1 | 1             | "アムステルダムの恋" "Love in Amsterdam"   | Colin Teague      | Chris Murray | 2020年4月26日 |
| 選挙が近づく中で、ヴァン・デル・ファルクとそのチームは、一見つながりのなさそうな2つの殺人事件を調査しながら、芸術と政治の世界に踏み込んでいく。                                      |               |                                            |                   |              |               |
| 2 | 2             | "アムステルダムの名物" "Only in Amsterdam" | Max Porcelijn     | Chris Murray | 2020年5月3日  |
| 中世のエロスに興味を持つ若い女性の殺人事件の捜査は、修道院、神秘的な学問、論争の的になる薬物クリニックと絡み合っていく。                                                             |               |                                            |                   |              |               |
| 3 | 3             | "アムステルダムの死" "Death in Amsterdam"  | Jean van de Velde | Chris Murray | 2020年5月10日 |
| ファッション業界、ビデオブロガー、グラフィティ・アーティストが、不気味な殺人事件の後、捜査の対象となる。ヴァン・デル・ファルクはフラッシュバックを経験し、性的関係を持つようになる。 |               |                                            |                   |              |               |

### シーズン2 (2022)
| 通算 話数 | シーズン 話数 | タイトル                                      | 監督              | 脚本                      | 公開日        |
| --- | ------------- | --------------------------------------------- | ----------------- | ------------------------- | ------------- |
| 4 | 1             | "アムステルダムの苦難" "Plague on Amsterdam"  | Jean van de Velde | Chris Murray              | 2022年2月18日 |
| ヴァン・デル・ファルクは、弁護士を殺害した残忍で芝居がかった事件の捜査を命じられる。彼女の上着から発見された謎めいたメモがさらなる殺人を示唆していることから、真相究明のための競争が始まる。 |               |                                               |                   |                           |               |
| 5 | 2             | "アムステルダムの血" "Blood in Amsterdam"     | André van Duren   | Chris Murray              | 2022年2月25日 |
| 有名なカイパース・ダイヤモンドの従業員が殺され、その遺体がバラバラになって会社の後継者である裕福な兄弟に届けられた。ヴァン・デル・ファルクとそのチームは、一家に対する復讐を疑う。           |               |                                               |                   |                           |               |
| 6 | 3             | "アムステルダムの報復" "Payback in Amsterdam" | Joram Lürsen      | Chris Murray & Maria Ward | 2022年3月4日  |
| 一流オーケストラの有望なチェリストが酸の攻撃を受けて死亡した。ヴァン・デル・ファルクとそのチームは、彼女を殺した犯人を探すためにクラシック音楽シーンに入っていく。                           |               |                                               |                   |                           |               |

## 他メディアの展開

### 映画
- Amsterdam Affair（英語版）（1968）：あまり有名にならなかった英国の映画。ドイツの俳優ヴォルフガング・キーリングが主演。
- Pas de frontières pour l'inspecteur （ Van der Valk ）：3本のフランス・西ドイツ共同制作テレビ映画、フランク・フィンレー主演。
  - Van der Valk und das Mädchen （ Le milieu n'est pas tendre ）（1972）、小説 『バターより銃』に基づいている。ペーター・ツァデク監督。
  - Van der Valk und die Reichen（ドイツ語版） （ Discretion absolue ）（1973）、ウォルフガング・ピーターセン監督。
  - Van der Valk und die Toten （ Le bouc émissaire ）（1975）、マルセル・クラヴァンヌ監督。
- Becuase of the Cats（英語版）（1973）：オランダとベルギーの共同制作。英国の俳優ブライアン・マーシャルが主演。

### ラジオ番組
Van der Valkの小説のいくつかは、BBCラジオで放送されている。